# إيغور ليدياخوف
إيغور ليدياخوف (الروسية: Ледяхов, Игорь Анатольевич) ولد 22 مايو 1968 في سوتشي، الاتحاد السوفيتي، هو لاعب كرة قدم روسي سابق كان يلعب كلاعب وسط. سبق له أن لعب في كأس العالم لكرة القدم مع منتخب بلاده.

## المسيرة الاحترافية

### أندية لعب لها
- نادي دنيبرو دنيبروبتروفسك
- سبارتاك موسكو
- ريال سبورتينغ خيخون
- نادي إيبار

## روابط خارجية
- إيغور ليدياخوف على موقع الاتحاد الدولي (مؤرشف)  (الإنجليزية)
- إيغور ليدياخوف على موقع رابطة كرة القدم اليابانية للمحترفين (اليابانية)
- إيغور ليدياخوف على موقع قاعدة بيانات كرة القدم.إي يو (الإنجليزية)
- إيغور ليدياخوف على موقع ناشيونال فوتبول تيمز (الإنجليزية)
- إيغور ليدياخوف على موقع Soccerway.com (الإنجليزية)
- إيغور ليدياخوف على موقع عالم كرة القدم.نت (الإنجليزية)